# Аль-Махди аль-Хусейн
Аль-Махди аль-Хусейн ибн аль-Касим (араб. المهدي الحسين‎; 987—1013) — имам Зайдитского государства (англ. Zaidi state) в Йемене и претендовал на власть в 1003—1013 годах, находясь в противостоянии (сопреничестве) с другим имамом.
Аль-Хусейн был сеидом по происхождению из Хиджаза (сегодня это регион в Саудовской Аравии). Его отцом был имам аль-Мансур аль-Касим аль-Ийяни, который некоторое время удерживал власть в йеменском высокогорье в 999—1002 годах и умер в 1003 году. После смерти отца аль-Хусейн выдвинул претензии на имамат, соперничая со своим дальним родственником ад-Даи Юсуфом. В 1010 году Аль-Хусейн бен аль-Касим провозгласил себя аль-Махди, в хилиастическом смысле — спаситель ислама. Более того, он претендовал на роль пророка. Его поддерживали большие группы племенных кланов Химьяр и Хамдан. В то время, ключевой город Санаа управлялся зайдитским шерифом аль-Касимом бен аль-Хусейном (англ. al-Qasim bin al-Husayn). Шериф был изгнан из города, его преследовали и убили в 1012 году. Соперничающий имам ад-Даи Юсуф умер в том же 1012 году. После этого власть аль-Махди аль-Хусейна простиралась от Алхана (англ. Alhan) до Саада и Саны. Тем не менее, уже в 1013 году имам был в очередной раз изгнаны из Саны. Он был атакован силами хамданитов вблизи Ду-Бина (англ. Dhu Bin) и погиб. Долгое время после этого его сторонники считали, что он не умер.
Как и многие из Зайдитских имамов, аль-Махди аль-Хусейн был выдающимся автором. После его смерти его брат Джафар (англ. Ja'far) сыграл политическую роль как эмир йеменского высокогорья в течение нескольких десятилетий. Он закрепился в недоступной твердыне Шехара (англ. Shaharah) и был главным противником династии Сулайхидов во 2-й половине XI века. Джафар и его потомство возглавляли Зайдитскую секту, известную как «Хусейния» (англ. Husayniyya) после аль-Махди аль-Хусейна.